# Kunnskapsforlaget
Kunnskapsforlaget ist ein norwegischer Verlag, der 1975 gegründet wurde. Er publiziert vor allem Wörterbücher und Enzyklopädien, die sowohl im Internet als auch auf Papier verfügbar sind.
So wurde unter anderem das Store norske leksikon (Großes norwegisches Lexikon; auch kurz „Store Norske“, abgekürzt SNL) in Kunnskapsforlaget veröffentlicht. Die zweite Ausgabe des Norsk biografisk leksikon wurde in zehn Bänden in den Jahren 1999–2005 vom Verlag Kunnskapsforlaget ebenfalls publiziert. Des Weiteren wurde vom Kunnskapsforlaget das Store medisinske leksikon (SML; norwegisch Großes medizinisches Lexikon) ein norwegisches medizinisches Lexikon in insgesamt fünf Bänden von 2006 bis 2007 herausgegeben und 2009 als Online-Enzyklopädie frei verfügbar im Internet veröffentlicht. Mittlerweile werden die entsprechenden Online-Enzyklopädien inklusive des Norsk Kunstnerleksikon von der norwegischen Institution und dem gemeinnützigen Verein Foreningen Store norske leksikon (Vereinigung der großen norwegischen Lexika) getragen sowie deren Rechte und Lizenzen verwaltet.
Kunnskapsforlaget befindet sich im Besitz des Gyldendal-Verlags. Verlagschef ist Thomas Nygaard.

## Weblink
- Kunnskapsforlaget